# 1882 au Canada
Pour un article plus général, voir Chronologie du Canada.
Cet article traite des événements qui se sont produits durant l'année 1882 au Canada.

## Événements

### Politique

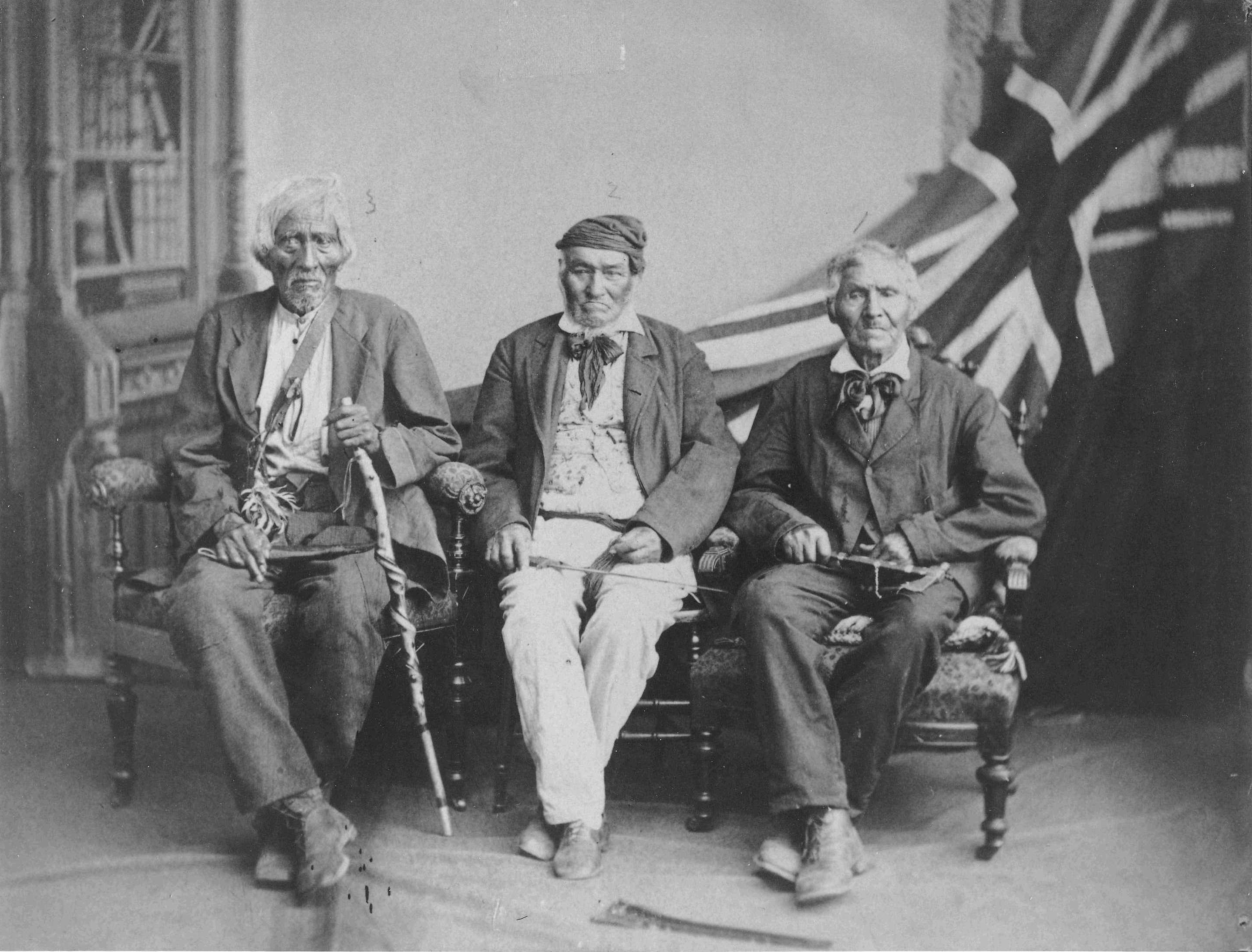
Survivants des Six Nations iroquoises qui ont participé à la guerre de 1812. (Photographie prise à Brantford en juillet 1882)

- 8 mai : création par décret des districts provisoires d’Assiniboia, de Saskatchewan, d’Alberta et d’Athabaska, qui deviendront la Saskatchewan et l’Alberta en 1905.

- 25 mai : John Sparrow David Thompson devient premier ministre de la Nouvelle-Écosse.

- 13 juin : Robert Beaven devient premier ministre de la Colombie-Britannique, remplaçant George Anthony Walkem.

- 20 juin : élection fédérale canadienne de 1882. John A. Macdonald (conservateur) est réélu aux élections fédérales.

- 31 juillet : Joseph-Alfred Mousseau (conservateur) devient premier ministre au Québec en remplacement de Joseph-Adolphe Chapleau. Mise en place de son gouvernement.

- 3 août : William Thomas Pipes devient premier ministre de la Nouvelle-Écosse, remplaçant John Sparrow David Thompson.

- Daniel Lionel Hanington devient premier ministre du Nouveau-Brunswick, remplaçant John James Fraser.
- Hector Fabre est nommé représentant du Québec puis commissaire général du Canada en France.
- Visite royale du prince George de Galles.

### Sport

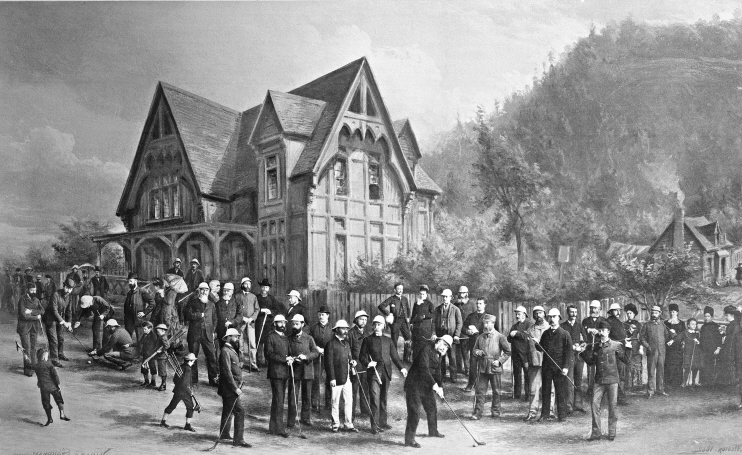
Club de golf Royal Montréal en 1882

- 21 octobre : fondation de Football Canada. Les règles ressemblant au rugby aboutirent à former le Football canadien.

### Économie
- Fondation de la boulangerie et pâtisserie George Weston limitée.
- John Ware, un cowboy texan s'installe en Alberta. Il introduit les troupeaux longhorn au Canada et fut un pionnier dans le développement du rodéo.

### Science
- Ouverture du Musée Redpath (Université McGill) à Montréal.
- 30 décembre : fondation de la Société royale du Canada.

### Culture
- Livre Histoire des Canadiens français de Benjamin Sulte.
- Roman Angéline de Montbrun de Laure Conan.

### Religion
- Janvier : implantation de l'Armée du salut à Toronto.

### Divers
- Découverte du Col Rogers par Albert Bowman Rogers en Colombie Britannique. Sa découverte offrait un raccourci pour le tracé du chemin de fer du Canadien Pacifique.

## Naissances
- 1er février : Louis St-Laurent, Premier ministre du Canada.
- 4 février : E. J. Pratt, poète.
- 25 février : Roméo Beaudry, producteur et auteur.
- 9 juin : Bobby Kerr, athlète olympique.
- 3 octobre : Alexander Young Jackson, artiste peintre du 
groupe des sept.
- 25 décembre : John Stewart McDiarmid, lieutenant-gouverneur du Manitoba.

## Décès
- 25 mars : Charles-René-Léonidas d'Irumberry de Salaberry, militaire.
- 17 avril : Michael Hannan, évêque d'Halifax.
- 7 août : Antoine Gérin-Lajoie, auteur.